# COVID-19-Pandemie in Namibia
Die COVID-19-Pandemie in Namibia tritt als regionales Teilgeschehen des weltweiten Ausbruchs der Atemwegserkrankung COVID-19 auf und beruht auf Infektionen mit dem Ende 2019 neu aufgetretenen Virus SARS-CoV-2 aus der Familie der Coronaviren. Die COVID-19-Pandemie breitet sich seit Dezember 2019 von China ausgehend aus. Ab dem 11. März 2020 stufte die Weltgesundheitsorganisation (WHO) das Ausbruchsgeschehen des neuartigen Coronavirus als Pandemie ein. Am 24. August 2022 erklärte Namibia lokal die pandemische Lage für beendet. Die letzten Maßnahmen wurden gestrichen, die Einstellung der öffentlichen Berichte bekanntgegeben. Mitte 2024 wurde auch die Bereitstellung öffentlicher Testzentren beendet.

## Verlauf und Maßnahmen

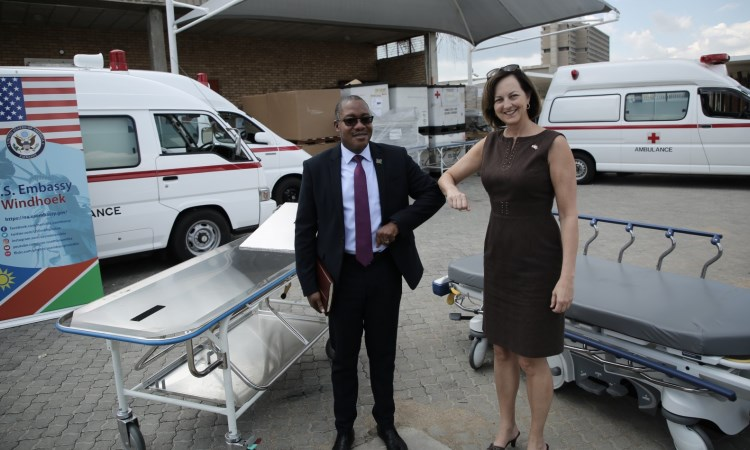
COVID-19-Unterstützungslieferung aus den Vereinigten Staaten

Am 14. März 2020 wurden die ersten beiden Fälle von Infektionen mit dem neuartigen Coronavirus SARS-CoV-2 in Namibia nachgewiesen.
Mit Bekanntwerden des ersten positiven COVID-19-Falls suspendierte die Regierung an gleichem Tag die Flugverbindungen nach Katar, Äthiopien und Deutschland für zunächst 30 Tage. Alle Schulen im Land wurden geschlossen, ebenso wurden Großveranstaltungen verboten. Darunter fiel auch die Feier zur 30-jährigen Unabhängigkeit Namibias. Bibliotheken, Museen, und Kunstausstellungen wurden ebenfalls geschlossen. Am 17. März 2020 rief Staatspräsident Hage Geingob den Not- bzw. Ausnahmezustand aus, der wenig später von der Nationalversammlung bestätigt wurde. Versammlungen von mehr als 50 Personen wurden untersagt.
Am 27. März 2020 begann ein 21-tägiger Lockdown, wobei dieser unter anderem das Verlassen der Regionen Erongo und Khomas, inklusive Rehoboth und Okahandja einschloss. Neben Hygiene- und Ausgangsvorschriften, mussten alle nicht-wichtigen Unternehmen schließen. Das Parlament stellte die Arbeit ein. Der Verkauf von Alkohol wurde gänzlich verboten, ebenso wie Versammlungen von mehr als 3 Personen. Das Haus verlassen war nur noch für die Inanspruchnahme wichtiger Dienstleistungen (wie Arztbesuch, Lebensmitteleinkauf) sowie zur sportlichen Betätigung mit maximal drei Personen erlaubt.
Die Wasserversorgung von Haushalten die Schulden hatten, wurde wieder hergestellt. Ebenso wurden Wasserausgabestellen zur Einhaltung der Hygienevorschriften in diversen Wohngebieten geschaffen. Vergehen gegen die Auflagen werden mit 2000 Namibia-Dollar und/oder bis zu sechs Monaten Gefängnis geahndet.
Am 14. April 2020 wurde der Lockdown zeitlich bis einschließlich 4. Mai verlängert und auf das ganze Land ausgeweitet. Die 14 Regionen wurden hierfür in zehn Zonen mit 69 Kontrollpunkten unterteilt. Zu den weiteren Veränderungen zählt die Zuordnung der Fischerei zu den wichtigen Dienstleistern. Zudem durften diverse Märkte unter Einhaltung strenger Hygienevorschriften wieder öffnen. Der Verkauf von Alkohol mit weniger als drei Volumenprozent wurde erlaubt. Kurzarbeit, Gehaltskürzungen und Entlassungen sind während des Ausnahmezustandes verboten. Diese Regelung wurde am 23. Mai 2020 durch das Obergericht als verfassungswidrig erklärt.
Am 30. April 2020 gab Staatspräsident Geingob das Ende des Lockdown zum 4. Mai 2020 bekannt. Es werde dann in Phase II von vier Phasen eingetreten. Diese sehe eine Maskenpflicht in der Öffentlichkeit vor. Hochrisiko-Aktivitäten, darunter Schulen und Theater sowie Gruppensport bleiben verboten. Eine jede Phase soll mindestens vier Wochen andauern.
Am 19. Mai 2020 gab das Bildungsministerium die Öffnung der Schulen in Phasen an dem 3. Juni 2020 bekannt.
Staatspräsident Hage Geingob kündigte am 28. Mai 2020 den Beginn der Phase 3 wie geplant für den 2. Juni 2020 und für vorerst 28 Tage an. Lediglich die Stadt Walvis Bay werde in die Phase 1, einen kompletten Lockdown für zunächst sieben Tage zurückkehren. Phase 3 erlaube unter Beachtung der Hygiene-, Masken- und Abstandsregeln einen normalen Betrieb des Landes. Die Grenzen bleiben geschlossen, alle Unternehmen mit Ausnahme von Bars und Diskotheken, dürfen öffnen. Die Phase 1 wurde für Walvis Bay bis zum 8. Juni 2020 verlängert. An diesem Tag wurde eine erneute Verlängerung um 14 Tage und eine Ausweitung auf die gesamte Region Erongo mitgeteilt.
Am 22. Juni wurde der Übergang der Region Erongo (von Mitternacht bis vorerst 6. Juli 2020) in Phase 3, mit Einschränkungen für Swakopmund, Walvis Bay und Arandis, angekündigt. Zudem werde der Rest des Landes am 29. Juni um 23:49 Uhr in Phase 4 eintreten, die bis zum 17. September andauern soll.
Da mehr als 90 Prozent der COVID-19-Fälle aus der Region Erongo, 81 Prozent aus der Stadt Walvis Bay stammen, wurde für diese Orte weitere Maßnahmen am 6. Juli 2020 bekanntgegeben. Die Region Erongo verbleibt in Phase 3, der Rest des Landes in Phase 4.
Am 31. Juli 2020 wurde die erneute Einstellung des Schulbetriebes, mit Ausnahmen der Klassenstufen 10–12, ab dem 4. August 2020 für 28 Tage angekündigt. Der internationale Tourismus ins Land ist unter Beachtung von Auflagen testweise erlaubt.
Am 12. August 2020 wurden aufgrund stark ansteigender Fallzahlen neue strenge Restriktionen verkündet. Dazu zählt die Rückstufung des ganzen Lande in Phase 3. Zudem wird die Aus- und Einreise, neben Arandis, Swakopmund und Walvis Bay, für zunächst 16 Tage, nun auch für Okahandja, Rehoboth und Windhoek verboten. Zudem gilt in den Orten eine Ausgangssperre zwischen 20 Uhr und 5 Uhr.
Am 25. August 2020 wurde vom Tourismusministerium die Öffnung in einer touristischen Testphase ab dem 1. September 2020 verkündet. Unter strengen Auflagen sind Touristen, die direkt mit einem Flugzeug auf dem Hosea Kutako International Airport willkommen.
Seit Anfang September 2020 kommt ein Generikum von Remdesivir zum Einsatz, dass bereits nach kurzer Zeit bei Patienten positiven Einfluss gehabt hat.
Um 24 Uhr am 17. September 2020 endete der Ausnahmezustand in Namibia gemäß Verfassung nach sechs Monaten. Aufgrund sinkender Fallzahlen wurde eine Verlängerung nicht berücksichtigt. Weitere Schutzmaßnahmen der Bevölkerung werden nun auf Grundlage bestehender Gesundheits- und Seuchengesetzgebungen im Rahmen eines nationalen Gesundheitsnotstandes umgesetzt.
Am 21. Oktober 2020 wurden, für den Zeitraum 22. Oktober bis 30. November, weitere Lockerungen von Staatspräsident Hage Geingob und Gesundheitsminister Klumbi Shangula angekündigt. Unter anderem wurde die Einreise erleichtert und die Zahl von Personen bei Veranstaltungen auf bis zu 200 erhöht. Am 30. November wurden weitere leichtere Lockerungen für den Zeitraum bis 25. Januar 2021 angekündigt.
Am 16. Dezember wurden von Staatspräsident Geingob leicht strengere Maßnahmen aufgrund der erhöhen Fallzahlen der vergangenen 15 Tage verkündet. Dazu zählen klarere Abstandsregeln und die Schließung von Restaurants, Diskotheken und Bars um 22 Uhr sowie verringerte Personenzahlen bei Veranstaltungen. Nur eine Woche später wurden die Maßnahmen wieder verschärft (u. a. eine nächtliche Ausgangssperre) und am 13. Januar 2021 wurden weitere Maßnahmen bekanntgegeben.
Am 3. Februar wurde der Impfbeginn in Namibia, mit zunächst durch das international COVAX-Programm bezogene Impfstoff für 20 Prozent der Bevölkerung, für spätestens Ende Februar bekanntgegeben. Weiterer Impfstoff für mindestens 40 Prozent der Bevölkerung werde gemeinsam mit Botswana eingekauft.
Am 24. Februar 2021 wurden die Maßnahmen bis zum 31. März 2021 verlängert. Geringe Erleichterungen wurden verkündet, darunter eine verkürzte Ausgangssperre. Der namibische Impfplan hat von der WHO Anerkennung erhalten und gelte als einer der besten weltweit. Für die Impfkampagne stehen weitere  583 Millionen Namibia-Dollar zur Verfügung 485 Millionen für die Impfstoffbeschaffung vorgesehen sind.
Die Ergebnisse einer Sequenzierung von 81 zwischen August 2020 und Februar 2021 erzielten Abstrichen ergab am 6. März 2021 ein Vorhandensein der in Südafrika mehrheitlich verbreiteten Variantenart 501Y.V2 in 16 Proben.
Am 9. März 2021 sechs Impfstoffe wurden für die Nutzung in Namibia zugelassen. Am 18. März 2021 hat das nationale Impfprogramm, mit einer Spende von 100.000 Dosen Sinopharm aus der Volksrepublik China und 30.000 Dosen Covishield (AstraZeneca) aus Indien begonnen.
Staatspräsident Geingob und Gesundheitsminister Shangula gaben am 31. März 2021 weitere Lockerungen der Maßnahmen, bis mindestens Ende April, bekannt.
Am 16. April erhielt Namibia die ersten 24.000 Impfdosen durch das internationale COVAX-Programm. Weitere knapp eine Million Dosen sollen folgen.
Die bis Ende April gültigen Maßnahmen wurden Ende des Monats bis Ende Mai 2021 verlängert. Gleichzeitig wurde mitgeteilt, dass 60 Prozent aller neuen Fälle auf die südafrikanische Variante zurückzuführen seien.
Am 28. Mai wurden aufgrund höherer Fallzahlen leicht verschärfte Maßnahmen für den Juni verkündet. Unter anderem wurde die Versammlungsgröße auf 50 Personen beschränkt und Kontaktsport wieder verboten.
Am 8. Juni bestätigte der Gesundheitsminister einen akuten Mangel an Intensivbetten und zeitweiligen Mangel an Sauerstoff. Die dritte Welle habe Namibia schwer erwischt.
Erstmals im Jahr 2021 wurden am 15. Juni härtere Maßnahmen angekündigt. Dazu zählt ein teilweiser Lockdown von Windhoek, Rehoboth und Okahandja. Am 30. Juni wurde eine Verschärfung der Maßnahmen und Reiseverbot zwischen den Regionen ausgesprochen. Dies gilt vom 1. bis zum 15. Juli 2021.
Am 8. Juli 2021 landete die Antonov An-225 mit medizinischen Hilfsgütern der Bundeswehr in Windhoek, die im Rahmen des European Union Civil Protection Mechanism an Namibia abgegeben wurden. Es folgten zwei weitere Hilfsflüge aus Deutschland sowie jeweils einer aus Finnland und Belgien. Ende Juli 2021 lieferte Norwegen in sechs Flügen Hilfsgüter, darunter vor allem Masken. Am 30. Juli wurden die Maßnahmen mit Wirkung zum 1. August zurückgefahren, da die Fallzahlen und Hospitalisierung deutlich rückläufig ist. Am 13. August wurden weitere Lockerungen bis mindestens 14. September 2021 bekanntgegeben.
Am 14. September wurden weitere Lockerungen sowie Impfstofflieferungen bekanntgegeben. Unter anderem stünden Spenden aus Deutschland und den Vereinigten Arabischen Emiraten aus. Einen Monat später gab es weitere Lockerungen, darunter die Aufhebung der Ausgangssperre, da eine 7-Tage-Inziden von 8 zu Grunde liegt.
Am 21. Oktober kündigte das Gesundheitsministerium die Teilnahme am COVID-19-Testergebnis-Verifizierungssystem Trusted Travel der Afrikanischen Union an. Dieses war ab dem 1. Dezember 2021 verpflichtend.
Am 22. Oktober 2021 wurde die Einstellung von Impfungen mit Sputnik V bekanntgegeben, nachdem Südafrika zuvor den Schritt verkündet hatte. Hintergrund sind fehlende Daten zum Einsatz bei HIV-positiven Personen.
Anfang November 2021 wurde die Impfung von Kindern im Alter von 12 bis 18 Jahre mit den Impfstoff von Pfizer-BioNTech angekündigt.
Mit Wirkung zum 16. November 2021 wurden die COVID19-Maßnahmen erneut gelockert. Außer einer Begrenzung der Personenzahl bei Großveranstaltungen und der Vorgabe weiterhin Masken an allen öffentlichen Orten zu tragen, gibt es keine weiteren Beschränkungen mehr. Die Regelung gilt vorerst für einen Monat. Am 6. Dezember 2021 wurden 18 Fälle der Omikron-Variante durch Sequenzierung von 19 Proben bestätigt.
Am 14. Dezember wurde mit Wirkung zum 16. Dezember 2021 eine leichte Verschärfung der Maßnahmen bekanntgegeben. Zudem seien nun auch Booster-Impfungen mit anderen Impfstoffen als Sinopharm erlaubt. Am 14. Januar und 13. Februar wurden weitere Erleichterungen angekündigt und die Einreise auch ohne PCT-Test für bestimmte Gruppen ermöglicht. Zudem wurde das Ende der vierten Welle erklärt.
Sämtliche Maßnahmen, mit Ausnahme einer maximalen Versammlungsgröße von 1000 Personen, inklusive der Notwendigkeit zum Tragen eines Mund-Nasen-Schutzes, wurden am 15. März 2022 mit Wirkung zum 16. März 2022 aufgehoben.
Am 15. Juli 2022, mit Wirkung zum 16. Juli 2022, wurden sämtliche Maßnahmen im Kampf gegen COVID-19 aufgehoben. Eine Impfnachweispflicht bei Einreise wurde eingeführt.

### Impfstoffe
Quelle: MoHSS, Stand 15. Juli 2021, Updates vom 19. und 21. Juli 2021, 30. Juli 2021, 6. und 13. sowie 19. August, 14. September und 22. September 2021 sowie 22. Oktober und 10. November 2021. Ende November wurde die Vernichtung von bis zu 250.000 Dosen Impfstoff angekündigt, da diese spätestens im Februar 2022 verfallen würden. Wenig später war von 150.000 Dosen die Rede, die kurzfristig vernichtet werden müssen. Weitere Impfstofflieferungen wurden im Februar 2022 bestätigt.
| Hersteller               | Impfstoff   | Herkunft                     | Bestellt Zugesagt | Geliefert | Auslieferung                                     | Ausstehende Lieferung | Anschaffungskosten   | Anmerkungen                               |
| ------------------------ | ----------- | ---------------------------- | ----------------- | --------- | ------------------------------------------------ | --------------------- | -------------------- | ----------------------------------------- |
| Sinopharm                | BBIBP-CorV  | China, V. R.                 | 100.000           | 100.000   | März 2021                                        | 0                     | 0                    | Spende                                    |
| Sinopharm                | BBIBP-CorV  | China, V. R.                 | 250.000           | 250.000   | 16. Juli 2021                                    | 0                     | N$ 33,75 Millionen   | Kauf; 100.000 davon anstatt von Sputnik V |
| Sinopharm                | BBIBP-CorV  | China, V. R.                 | 350.000           | 350.000   | 22. September 2021                               | 0                     |                      | Kauf                                      |
| Sinopharm                | BBIBP-CorV  | China, V. R.                 | 1.000.000         |           | Auslieferung ab Februar 2022                     | 1.000.000             |                      | Spende                                    |
| Sinopharm                | BBIBP-CorV  | Simbabwe                     | 20.000            | 20.000    | 29. August 2021                                  | 0                     | 0                    | Spende                                    |
| Serum Institute of India | Covishield  | Indien                       | 30.000            | 30.000    | März 2021                                        | 0                     | 0                    | Spende                                    |
| AstraZeneca              | AZD1222     | COVAX                        | 108.000           | 108.000   | 16. April 2021, 21. Mai 2021, 10. September 2021 | 0                     | N$ 139,7 Millionen   | Kauf                                      |
| AstraZeneca              | AZD1222     | Deutschland                  | 318.720           | 201.600   | 22. September 2021                               | 117.120               | 0                    | Spende                                    |
| AstraZeneca              | AZD1222     | Niederlande                  | 75.000            | 75.000    | 8. August 2021                                   | 0                     | 0                    | Spende                                    |
| AstraZeneca              | AZD1222     | Vereinigtes Königreich       | 60.000            | 60.000    | 8. August 2021                                   | 0                     | 0                    | Spende                                    |
| Pfizer-BioNTech          | Tozinameran | Vereinigte Staaten           | 224.640           | 224.640   | 24. September 2021, 22. Oktober 2021             | 0                     | 0                    | Spende                                    |
| Pfizer-BioNTech          | Tozinameran | Vereinigte Staaten           | 19.890            | 19.890    | 3. März 2022                                     | 0                     | 0                    | Spende                                    |
| Johnson & Johnson        | Ad26.COV2.S | Vereinigte Staaten           | 302.000           |           | bisher nicht geliefert                           | 302.000               | 0                    | Spende                                    |
| Johnson & Johnson        | Ad26.COV2.S | Vereinigte Staaten           | 168.000           | 168.000   | 3. März 2022                                     |                       | 0                    | Spende                                    |
| Johnson & Johnson        | Ad26.COV2.S | AU                           | 333.333           | 331.200   | 14. September 2021, 10. November 2021            | 2133                  | N$ 42 Millionen      | Kauf                                      |
| Johnson & Johnson        | Ad26.COV2.S |                              | 50.400            | 40.400    | Mitte Februar 2022                               | 0                     |                      | ungenannte Spende                         |
| Biocad                   | Sputnik V   | Serbien                      | 30.000            | 15.000    | 2. September 2021                                | 15.000                | 0                    | Spende                                    |
| Hyatt Vax                | BBIBP-CorV  | Vereinigte Arabische Emirate | 30.000            |           | September 2021                                   | 30.000                | 0                    | Spende                                    |
| Gesamt                   |             |                              | 3.469.983         | 2.003.730 |                                                  | 1.466.253             | N$ 187,45+ Millionen |                                           |

### Organisation und Informationen
Federführend beschäftigt sich das Ministerium für Gesundheit und Soziale Dienste mit der Pandemie in Namibia. Es wird dabei vor allem informationstechnisch vom Ministerium für Information und Kommunikationstechnologie unterstützt. Seit dem 2. April gibt es zwei tägliche Live-Übertragungen aus dem eingerichteten COVID-19 Communication Centre in Windhoek. Hierbei kommen neben den Fachministern auch andere Experten zu Wort. Das Gesundheitsministerium berichtet täglich zu den aktiven, geheilten und verstorbenen Fällen sowie zur Anzahl der durchgeführten Tests. Hinzu kommen, mit zwei Tagen Verzögerung, sogenannte Situation Reports des Ministeriums gemeinsam mit der Weltgesundheitsorganisation in Namibia.
Unter Leitung von Ex-Gesundheitsminister Bernard Haufiku wurde ein Sonderaufgabenteam zur Koordinierung der Pandemie in Namibia eingerichtet.
Im Rahmen der COVID-19-Pandemie wurde die Verbreitung von Fake News Mitte April 2020 kriminalisiert.
COVID-19-Test werden nur vom Namibia Institute of Pathology in Windhoek sowie über das Privatunternehmen PathCare (bis Anfang Mai 2020 in Südafrika) labortechnisch bearbeitet. Aus Mangel an Testausrüstungen und Laboren wurden bis Mitte April nur Personen mit Symptomen bzw. Kontaktpersonen getestet. Seitdem ist eine deutliche Ausweitung der Tests auf bis zu 200.000 Personen geplant.
Am 29. Juli 2020 wurde eine Abkehr von der bisherigen Maßnahme, alle erkrankten Personen zwei Mal binnen 48 Stunden zu testen und nur bei zwei Negativergebnissen aus der Isolation zu entlassen, beschlossen. Fortan wird jede positive Person automatisch, international üblichen Abläufen nach, nach 14 Tagen für gesund erklärt. Zudem darf jede Person in Quarantäne diese nach spätestens drei Wochen ohne weitere Tests verlassen. Die Quarantäne- und Isolationsvorgaben wurden 2021 mehrfach angepasst, vor allem auf Grundlage neuer Erkenntnisse der WHO.

### Isolation, Quarantäne, medizinische Ausstattung
Seit Ausbruch der Pandemie in Namibia hat das Gesundheitsministerium mit Hilfe privater Organisationen zahlreiche Anstrengungen unternommen um die nötige Infrastruktur für einen möglichen stärkeren Ausbruch in Namibia zu schaffen. Hierzu wurden kurzfristig mindestens 1,1 Milliarden Namibia-Dollar zur Verfügung gestellt.
Es wurden und werden diverse Isolations- und Quarantänestationen geschaffen und Krankenhäuser im Schnellbau, unter anderem in Swakopmund und Walvis Bay errichtet. Die Zahl der Beatmungsgeräte im Land wurde von 39 auf 59 aufgestockt, wobei 83 weitere bestellt wurden. Einige Geräte als Spende der Jack Ma Foundation kamen am 22. April 2020 in Namibia an.
Namibia schreibt eine Quarantäne von 14 Tagen unter Aufsicht bei aus dem Ausland rückkehrenden Namibiern vor. Verdachtsfälle, meist Kontakte bis zum dritten Grad von positiven Fällen, müssen sich für 14 Tage in Quarantäne begeben. Positiv getestete Fälle müssen für 14 Tage in Isolation. Zwei Tests binnen 48 Stunden entscheiden über den Zustand. Am 31. Juli 2020 wurden angepasste Quarantäne- und Isolationsvorschriften vorgestellt. So ist eine automatische Heilung, gemäß internationalem Standard, nach 10 Tagen gegeben. Heimisolation bzw. -quarantäne wird unter Auflagen erlaubt.
Zum Einsatz kommen PCR-Tests. Sogenannte Rapid diagnostic tests werden in Namibia (Stand 9. Juli 2020) nicht genutzt.
Die Testkapazität wurde bis zum 23. September auf sechs Labore und 2400 Tests am Tag ausgeweitet. Der gesamte labortechnische Rückstand wurde bis zum gleichen Datum abgebaut. Ergebnisse sind in spätestens 48 Stunden veröffentlicht.
Die Testkapazität wurde bis Juni 2021 auf mehr als 5000 am Tag erhöht. Es mangele dem Gesundheitsministerium nach weder an medizinischen Gerätschaften noch Personal, sondern (Stand Juni 2021) an Sauerstoff. Die Krankenhäuser seien an ihren Kapazitätsgrenzen. Der Zusammenbruch des Gesundheitssystems binnen zwei Wochen erscheint möglich. Die Situation hatte sich bis Ende Juli 2021 deutlich entspannt. Etwa die Hälfte aller COVID19-Krankenhaus- und Intensivstationbetten waren wieder verfügbar. Die Sauerstoffversorgung wurde durch neue Anlagen ausgebaut. Diverse weitere Krankenhausbette sowie Isolationsstationen wurden landesweit geschaffen.

### Wirtschaftshilfen
Am 1. April 2020 gab Finanzminister Iipumbu Shiimi ein Hilfspaket von 8,1 Milliarden Namibia-Dollar bekannt. Dieses sieht neben einem Notfalleinkommen für jeden nicht steuerlich registrierten Namibier zwischen 18 und 59 Jahre, der keine anderen staatlichen Hilfen erhalte, von einmal 750 Namibia-Dollar vor. Zudem sollen für Unternehmen Hilfen geschaffen werden, die vor allem auf staatlich abgesicherten Krediten der Geschäftsbanken basieren. Am 27. April wurde ein Gehaltsschutzprogramm über 650 Millionen Namibia-Dollar vorgestellt. Dies soll durch staatliche Gehaltshilfen Entlassungen vorbeugen.
Die Wirtschaftshilfen sollen bis Ende Juli 2021 nur in sehr geringen Umfang wirklich geflossen bzw. ermöglicht worden sein.

## Statistiken
Am 22. Oktober 2021 gab das Gesundheitsministerium eine Datenbereinigung bekannt. Es wurden seit Mai 2021 343 weitere positive Fälle. Dieses ist in den unten stehenden Statistiken an dem Datum berücksichtigt, mit Ausnahme bei der 7-Tage-Inzidenz. Am 15. Juli wurde eine Umstellung auf wöchentliche Veröffentlichung, stets am Donnerstag, bekanntgegeben. Auch diese berichte wurden nach dem 24. August 2022 eingestellt. Tägliche Situationsberichte wurden weiterhin von der WHO bekanntgegeben.

### Infektionen
Am 12. Dezember 2021 teilte das Gesundheitsministerium mit, dass Re-Infektionen nicht in der absoluten Statistik auftauchen, da es um Personen geht und nicht um eine reine Anzahl an Infektionen.
Bestätigte Infektionen (kumuliert) in Namibia
nach Daten des MHSS
Neue Infektionen in Namibia
nach Daten des MHSS

### 7-Tage-Inzidenz
7-Tage-Inzidenz
nach zuvor genannten Daten

### Todesfälle
Am 10. Juli 2020 wurde der erste Todesfall in Zusammenhang mit COVID-19 in Namibia bestätigt. Es handelt sich um einen Mann, der zwei Tage zuvor verstorben war. Er war kein bekannter Fall.
Bestätigte Todesfälle (kumuliert) in Namibia
nach Daten des MHSS
Bestätigte Todesfälle (pro Tag) in Namibia
nach Daten des MHSS

#### Bekannte Todesopfer
(Auswahl)
- Sofia Asino († 14. August 2020); Schwester des Gründungspräsidenten Sam Nujoma.[51]
- Jeff Mbako († 18. August 2020); Berater des Staatspräsidenten Hage Geingob von 2015 bis 2018.[52]
- Dirk Mudge († 26. August 2020); namibischer Politiker und 1985–1989 Mitglied der Übergangsregierung der nationalen Einheit
- Seth Boois († 10. September 2020); ehemaliger namibischer Fußballnationaltrainer[53]
- Daniel Smith († 13. September 2020); ehemaliger namibischer Botschafter für Skandinavien, in Österreich und Nigeria[54]
- Mandela Kapere († 7. Dezember 2020); Vorsitzender SWAPO-Jugendliga und Sohn von Asser Kapere.[55]
- Cleophas Mutjavikua († 3. Januar 2021); ehemaliger Regionalgouverneur
- Marlene Ortman († 3. April 2021); Bürgermeisterin von Karasburg[56]
- Piet Junius († 3. April 2021); Parteipräsident des United People’s Movement[57]
- Matheus Shikongo († 13. Mai 2021); ehemaliger Bürgermeister von Windhoek[58]
- Hendrick Frederick († 15. Mai 2021); emeritierter Bischof der Evangelisch-Lutherische Kirche in der Republik Namibia[59]
- Rudi van Wyk († 11. Juni 2021); Bürgermeister von Rehoboth[60]
- Mburumba Kerina († 14. Juni 2021); Politiker, Parteiengründer und Erfinder des Staatennamens Namibia[61]
- John Mutwa († 17. Juni 2021); ehemaliger Chief of the Defence Force
- Vekuii Rukoro († 18. Juni 2021); traditioneller Führer der Herero
- Lucas Hangula († 21. Juni 2021); Freiheitskämpfer und ehemaliger Generaldirektor des NCIS sowie Generalinspekteur der namibischen Polizei
- Zed Ngavirue († 24. Juni 2021); Verhandlungsführer bei den Völkermordsgesprächen mit Deutschland
- Elliot Hiskia († 25. Juni 2021); Fußballspieler und Funktionär
- Kilus Nguvauva († 1. Juli 2021); traditioneller Führer der Ovambanderu
- Hubert Ditshabue († 6. Juli 2021); traditioneller Führer der Bakgalagadi
- Joel Stephanus († 7. Juli 2021); traditioneller Führer der Vaalgras-Nama
- David Ndjavera († 14. Juli 2021); Filmschauspieler (u. a. Katutura)
- Liswani III. († 21. Juli 2021); traditioneller Führer der Masubia
- Veno Kauaria  († 30. Juli 2021); Vizebildungsministerin im Kabinett Geingob II
- Paulus Tjavara († 3. August 2021); traditioneller Führer der Otjikaoko
- Martin Ngodji († 17. September 2021); Präsidierender Bischof der Evangelisch-Lutherischen Kirche in Namibia[62]
- Katuutire Kaura († 23. Januar 2022); ehemaliger Oppositionsführer[63]
- Alpheus Muheua († 16. Februar 2022); ehemaliger Vize-Arbeitsminister und Gewerkschaftler[64]

### Impfungen
An Wochenenden und Feiertagen werden in aller Regel keine Impfungen durchgeführt. Impfungen fanden bis zum 16. April 2021 nur in Windhoek, Swakopmund und Walvis Bay, seit dem 16. April zusätzlich in der südlichsten Region und seit dem 19. April 2021 landesweit statt. Ausgegebenes Ziel ist die Impfung von mindestens 1,5 Millionen Namibiern, wobei bis Ende September 2021 750.000 Personen geimpft werden sollen (Stand Juli 2021). Am 12. Januar 2022 wurde die Zielgruppenzahl aufgrund neuester Bevölkerungsstatistiken um etwa 30.000 auf 1,47 Millionen korrigiert.
Seit  Mitte September 2021 wird auch der Impfstoff von Johnson & Johnson verimpft. Diese Impfungen werden in Tagesimpfberichten des MHSS als erste Impfung geführt.
Ende November 2021 gab das Gesundheitsministerium bekannt, dass 55 Prozent der über 60 Jahre alten Zielgruppe und knapp 50 Prozent der Risikogruppe der Personen mit Vorerkrankungen geimpft seien.
Am 6. Dezember 2021 wurden erstmals Drittimpfungen (Booster) gemeldet. Gemäß Vorgaben der WHO sind nur vollständig mit Sinopharm geimpfte mit einer dritten Dosis Sinopharm zu impfen. Seit dem 16. Dezember sind auch weitere Impfstoffe zum boostern freigegeben worden.
Am 1. April 2022 wurden tausende Impfungen aus der Region Omaheke nachgemeldet.
Gesamte Erst- und Zweitimpfungen/vollständiger Impfschutz
nach Berichtsdatum
Tägliche Erst- und Zweitimpfungen
nach Berichtsdatum